# هم‌ریختی حلقه‌ای
در شاخه نظریه حلقه‌ها از جبر مجرد، هم‌ریختی حلقه‌ای (Ring Homomorphism)، تابعی حافظ-ساختار بین دو حلقه است. به بیان صریح تر: اگر {\displaystyle R} و {\displaystyle S} حلقه باشند، آنگاه هم‌ریختی حلقه‌ای تابعی چون {\displaystyle f\colon R\rightarrow S} است، چنان‌که {\displaystyle f} دارای خواص زیر باشد:
حفظ جمع:
برای تمام {\displaystyle a,b\in R} داریم:
{\displaystyle f(a+b)=f(a)+f(b)}
حفظ ضرب:
برای تمام {\displaystyle a,b\in R} داریم:
{\displaystyle f(ab)=f(a)f(b)}
و حفظ همانی ضرب:
{\displaystyle f(1_{R})=1_{S}}

## ارجاعات
1. ↑  Artin 1991, p. 353.
2. ↑  Atiyah & Macdonald 1969, p. 2.
3. ↑  Bourbaki 1998, p. 102.
4. ↑  Eisenbud 1995, p. 12.
5. ↑  Jacobson 1985, p. 103.
6. ↑  Lang 2002, p. 88.
7. ↑  Hazewinkel 2004, p. 3.